# 尼克·卡斯提亞諾斯
尼可拉斯·亞歷山大·卡斯提亞諾斯（英語：Nicholas Alexander Castellanos，1992年3月4日—），為美國職棒大聯盟的三壘手與外野手，目前效力於費城費城人。他先前曾待過老虎、小熊與紅人等隊。
卡斯提亞諾斯曾是2010年的最佳潛力新秀。他曾在2012年於未來之星明星賽中亮相，並在該比賽中拿下MVP。

## 職業生涯

### 底特律老虎
2013年–2016年
2013年9月1日，卡斯提亞諾斯進入了老虎隊的擴編名單。並在那天完成大聯盟初登板。9月7日，卡斯提亞諾斯完成生涯首次先發，並成功擊出大聯盟首安。不過當時老虎隊正在爭奪分區冠軍，因此卡斯提亞諾斯作為球隊新人，出賽的場次並不穩定。該年他18個打數僅擊出5支安打。
2013年球季結束後，老虎將普林斯·菲爾德交易至遊騎兵。球隊也將米格爾·卡布瑞拉移防一壘，讓卡斯提亞諾斯在2014年開季成為先發三壘手。
2014年4月9日，卡斯提亞諾斯擊出大聯盟首轟。該年他的打擊率為2成59，11轟66分打點。2015年7月22日，他面對麥克·蒙哥馬利擊出生涯首發滿貫砲。該年他的打擊率為2成55，15轟73分打點。
2016年上半季，卡斯提亞諾斯的打擊率為3成02，17轟51分打點。8月6日，他在比賽中被觸身球擊中，造成他左手的第五掌骨碎裂。從那天開始，他一路休息到9月27日才以代打身分重返大聯盟。這是他生涯首次進入傷兵名單。該年他的打擊率為2成85，18轟58分打點。
2017年–2019年
2017年1月13日，老虎與他簽下1年300萬美元的合約。7月18日，他成為老虎隊史自1913年以來第四位單場同時擊出一壘安打、三壘安打與兩發全壘打的球員。後來球隊在該年球季中先交易來三壘手Jeimer Candelario，接下來外野手J·D·馬丁尼茲也被交易至響尾蛇。因此卡斯提亞諾斯在球季末成為球隊的右外野手。
該年9月29日，他達成單季100分打點。成為老虎隊史第10位在25歲以下達成單季100分打點的球員。該年他的打擊率為2成72，26轟101分打點，36支二壘安打與10支三壘安打都是生涯新高。其中他還成為美聯的三壘安打王。
2018年1月17日，他與球隊簽下1年605萬美元的合約。8月13日，卡斯提亞諾斯達成單場5支安打的紀錄。他在那個禮拜的打擊率高達3成93，2轟10分打點，也使得他拿下8月13日至19日的美聯單週最佳球員頭銜。該年他的打擊率為生涯新高的2成98，23轟98分打點。
2019年1月11日，他與球隊簽下1年995萬美元的合約。

### 芝加哥小熊
2019年7月31日，老虎隊將卡斯提亞諾斯與一些現金向小熊隊交易Alex Lange和Paul Richan兩名新秀。8月時，卡斯提亞諾斯的打擊成績大爆發。單月打擊率3成48，11轟20分打點。總計他替小熊隊出賽51場比賽，打擊率3成21，16轟36分打點。
合計他2019年的成績，該年他的打擊率為2成89，27轟73分打點。在防守方面，他的DRS為-9，是大聯盟所有右外野手中最低。

### 辛辛那提紅人
2020年1月27日，卡斯提亞諾斯與紅人隊簽下4年6,400萬美元的合約。

## 個人生活
卡斯提亞諾斯的兒子Liam於2013年8月出生。不過他到了2015年才結婚。而他在2016年離婚。
他的弟弟Ryan也是一名棒球員，且在2015年美國職棒大聯盟選秀第25輪被老虎隊選走。2017年，其父親被診斷出罹患腦癌。

## 外部連結
- 球員資訊和成績在MLB ，ESPN ，Retrosheet ，Baseball Reference ，Baseball Reference (Minors) ，Fangraphs ，The Baseball Cube （英文）
- 尼克·卡斯提亞諾斯的Instagram帳戶
- 尼克·卡斯提亞諾斯在台灣棒球維基館上的頁面（繁體中文）